# Fête du choca
La fête du Choca se déroule tous les ans, au mois de juillet à Entre-Deux, petit village créole classé situé entre deux ravines.

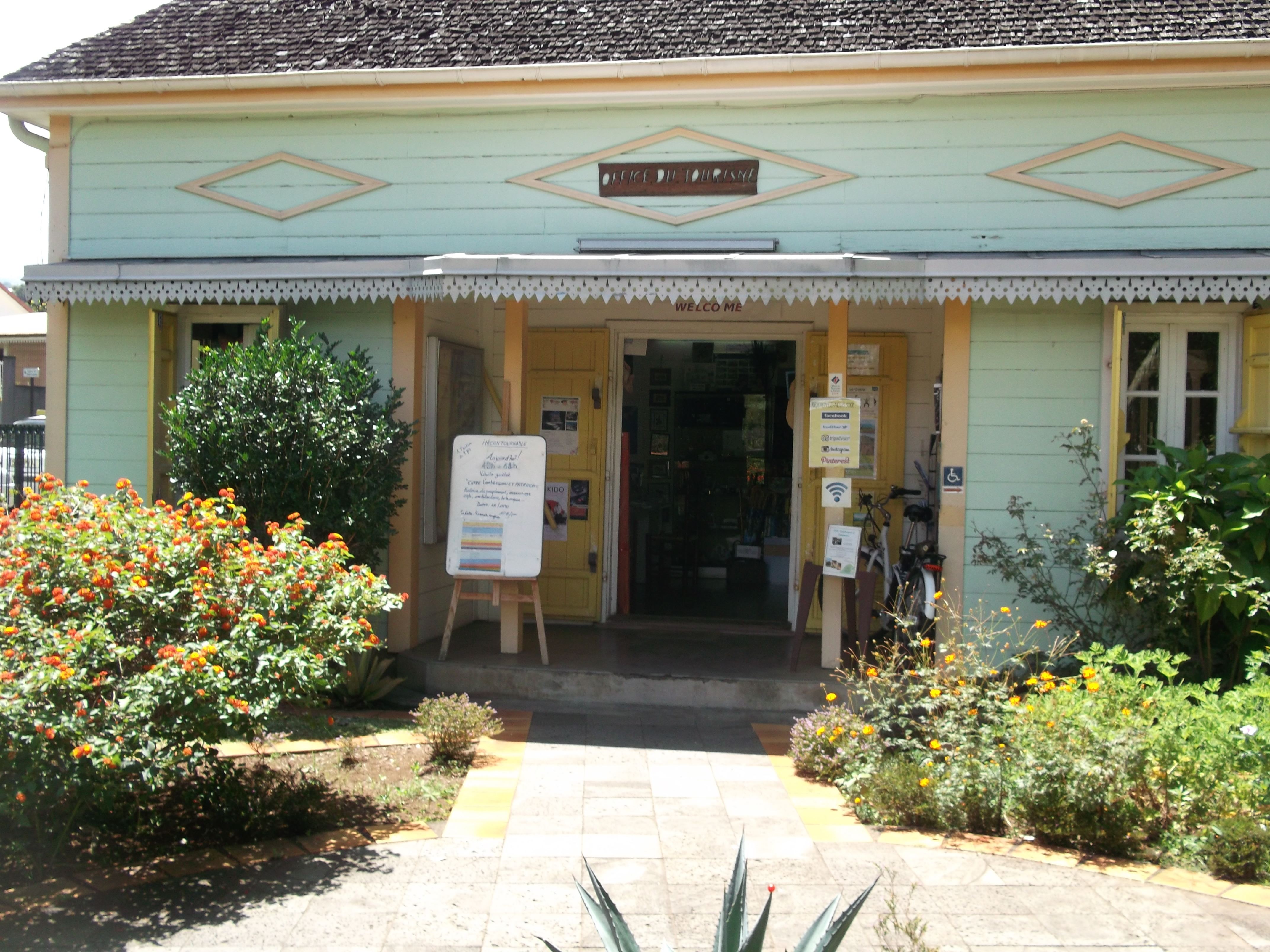
Office du tourisme Entre-Deux.

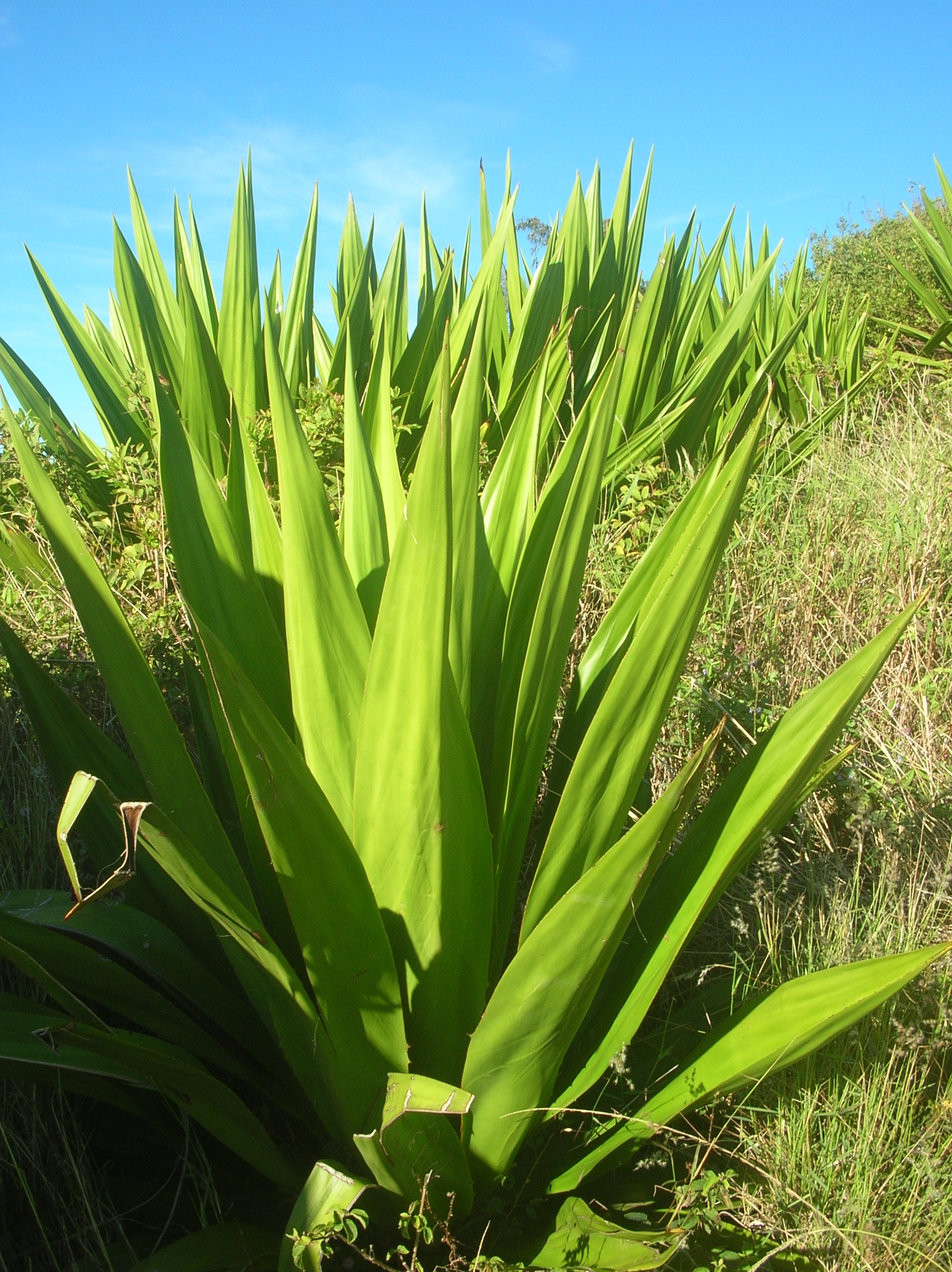
Choca, de la famille des aloès.

Cette fête tire son nom du choca vert (Furcraea foetida) ou aloès vert, appelé couramment à La Réunion, choca. C'est une plante introduite sur l'île au début du XIXe siècle pour la production de fibres.

## Choca ou choka
L'espèce végétale concernée est le choca vert ou choka vert (Furcraea foetida).
Notons que choca ou choka ou encore cadère sont les noms taxonomiques donnés sur La Réunion, à plusieurs espèces végétales, principalement Furcraea foetida (le choka vert), Agave americana (le choka bleu) et Agave angustifolia (le choka baïonnette), tous trois relevant de la famille des agavacées. Cependant, ces noms sont parfois employés pour des taxons éloignés mais à la morphologie similaire, en particulier les aloès Aloe vera et Aloe macra, ce dernier endémique de La Réunion.

## Un évènement culturel et touristique
Durant quelques jours, on peut assister à de nombreuses démonstrations de l’artisanat du choca (notamment à la fabrication de la savate choca) et de recettes culinaires à base de choca,. Cette fête est un événement culturel et touristique qui a pour but de pérenniser le travail de cette plante, une activité à forte valeur traditionnelle qui n’est plus aujourd’hui pratiquée que dans le village de l'Entre-Deux.